# Wspólnota Kościoła Chrześcijan Baptystów w Baryczy
Wspólnota Kościoła Chrześcijan Baptystów w Baryczy – zbór Kościoła Chrześcijan Baptystów znajdujący się we wsi Barycz.
Nabożeństwa odbywają się w każdą niedzielę o godzinie 10:00 i czwartek o godzinie 18:00.